# Neriene clathrata
Neriene clathrata es una especie de araña araneomorfa del género Neriene, familia Linyphiidae. Fue descrita científicamente por Sundevall en 1830.
Habita en América del Norte, Europa, África del Norte, Cáucaso, Rusia (Europa al Lejano Oriente), Irán, Asia Central, China, Corea y Japón.